# Begoña Fernández Cabaleiro
Begoña Fernández Cabaleiro este un critic și istoric de artă spaniol. 

## Activitate profesională
Este Doctor în Istoria Artei (cu specializarea în Artă contemporană și critică de artă), profesoară de Estetică și Teoria Artei la Universitatea Autonoma din Madrid. Face parte din Asociația Criticilor de Artă din Spania. Este membră a Comisiei de studiu a proiecției internaționale a artei spaniole contemporane și membră a Juriului care desemnează premiile Asociației spaniole de pictori și sculptori. Este responsabilă pentru Proiectul didactic al Muzeului de artă contemporană din Vigo (MARCO) și membră a Forumului de experți în artă contemporană ARCO (Târgul Internațional de artă contemporană).

## Publicații
- Critică și artă abstractă în presa din Madrid, Colección “Estudios de la UNED”, 2005. ISBN 33073EU01A01

- Un Secol de cinema în Madrid, prin afișele sale, Anales del Instituto de Estudios Madrileños.

- Profesia de critic si avantgarda în presă (Madrid, 1951-1963), în revista  Espacio, tiempo y forma n° 10, Madrid, UNED,1997, pp. 313-329. ISBN 9 771130 471008 70067

- Informalism și abstractizare. Un dialog între Orient și Occident, CEHA (Comité Español de Historia del Arte), Oviedo, 1998, pp. 117-123. ISBN 84-8317-083-3

- Eduardo Chillida și realitatea – Un nou romantism? , în  Espacio, tiempo y forma n° 11, Madrid, UNED, 1998, pp. 461-479. ISBN 9 771130 471008 70067

- Conceptul frumosului în opera și gândirea lui Picasso, în Studium. Revista de humanidades. Colegiul Universitar din Teruel, Universitatea din Zaragoza, 1999, pp. 75-92. ISSN 1137-8417

- Imaginea femeii pictorițe în critica de artă din Madrid  - Universitatea din Málaga (UMA), Servicio de Publicaciones, Centro de Ediciones de la Diputación de Málaga (CEDMA), 1999. ISBN 84-7785-416-5

- Le Corbusier,  o arhitectură pentru om, în  Espacio, tiempo y forma n° 13, Madrid, UNED, 1999, pp. 567-577. ISBN 9 771130 471008 70067

- Pictorii abstracți în timpul dictaturii lui Franco - Universitatea din Granada, 2001, pp. 505-521. ISBN 84-699-6913-7

- Diverse drumuri către abstractizare. – Rădăcini culturale, proiecție și actualitate în arta spaniolă-  Granada, Universitatea din Granada, 2000, pp. 695-705.ISBN 84-8444-193-8

- Artele plastice, filosofie și literatură critică: de la abstractizarea existențialistă la nebunie, Malaga, Universitatea din Málaga, Ministerio de Educación, Cultura y Deportes, Dirección de Cooperación y Comunicación Cultural, 2003, pp. 165-179. ISBN 84-688-3910-8 .

- Raspândirea artei în presa din Madrid din anii 1950-1960. -  al XV-lea Congres Național al Comitetul Spaniol de Istoria Artei,  Palma de Mallorca, Universitatea din  Palma de Mallorca,2004.

- Estetica lui César Vallejo-  Revista de Hispanismo Filosófico, Madrid, Fondo de Cultura Económica nº 12, 2007.

- Brâncuși, Einstein și originea Universului, eseu critic despre expoziția “Brâncuși-Emc2” a pictorului român Romeo Niram, organizată de Institutul Cultural Român din Madrid. Publicat în revista Vigometropolitano, Spania.

- Pictură și sculptură – Spațiu și volum, publicarea  conferinței omonime, susținute la inaugurarea expoziției “Brâncuși-Emc2” a pictorului Romeo Niram, organizată de Institutul Cultural Român din Madrid, în revista Almiar Margen Cero, Spania.

- Film d’art : Mircea Eliade - Romeo Niram în revista Noi, nu!, România.

## Conferințe și Congrese
- Al IV-lea Congres Internațional al experților în artă contemporană ARCO 2006. Conferință din ciclul “Teoria Criticii:Critica de artă în Spania”, Madrid. ARCO Târgul International de artă contemporană, 2006

- Conferință  despre opera lui Luis Feito Pintura -  Museo de Bellas Artes Gravina de Alicante, 2006.

- Conferință în cadrul “Primele întâlniri de critică de artă – Univ.  Complutense din Madrid.

- Conferință “Pictură și sculptură – Spațiu și volum”, la inaugurarea expoziției “Brâncuși-Emc2” a pictorului român Romeo Niram, organizată de Institutul Cultural Român din Madrid,16 noiembrie 2007.

- Conferință “Pictat precum o carte. Scris precum o pictură. Mircea Eliade. Romeo Niram, la inaugurarea expoziției de pictură “Diario-Eliade-Ensayo” a pictorului român Romeo Niram , organizată de Institutul Cultural Român din Madrid, 18 decembrie 2007.